# Tamiyo Kusakari
Tamiyo Kusakari (草刈 民代, Kusakari Tamiyo), née le 10 mai 1965 à Tokyo (Japon), est une actrice et danseuse de ballet japonaise.

## Biographie
Depuis 1996, Tamiyo Kusakari est mariée avec le réalisateur Masayuki Suo.
Elle prend sa retraite de danseuse de ballet à l'âge de 43 ans, en 2009.

## Filmographie partielle

### Au cinéma
- 1996 : Shall We Dance? (Shall we ダンス?, Shall we dansu??) de Masayuki Suo : Mai Kishikawa
- 2012 : Tsui no shintaku (終の信託?) de Masayuki Suo : Ayano Orii
- 2014 : Maiko wa redi (舞妓はレディ?) de Masayuki Suo : Satoharu

### À la télévision
- 2010 : Ryōmaden (龍馬伝?) (drama)

## Doublage
- 2012 : Budori, l'étrange voyage (グスコーブドリの伝記, Guskō Budori no denki?) de Gisaburō Sugii

## Distinctions
Sauf indication contraire, les informations mentionnées dans cette section peuvent être confirmées par la base de données cinématographiques IMDb,  présente dans la section « Liens externes ».

### Récompenses
- 1997 : prix de la meilleure actrice et prix du nouveau talent pour Shall We Dance? aux Japan Academy Prize[2]
- 1997 : prix de la révélation de l'année  pour Shall We Dance? au festival du film de Yokohama

### Nominations
- 2013 : prix de la meilleure actrice pour Tsui no shintaku aux Japan Academy Prize[3]